# 得利捷
得利捷（意大利語：Datalogic S.p.A.）是意大利一家电子公司，总部设在博洛尼亚省雷诺河畔卡尔代拉拉。
得利捷为意大利证券交易所2001年创设意大利中盘股指数(FTSE Italia Mid Cap index)时的首批成分股，从事制造业、物流业、运输业的扫码器，以及移动计算、传感器、视觉系统、激光打标器制造。

## 历史
- 1972年：由工程師Romano Volta創立於博洛尼亞
- 1974年：首家海外辦公室開設於德國尼爾廷根
- 1976年：進軍日本市場
- 1978年：於美國開設當地首家分公司
- 1984年：公司首個機場條碼識別設備售往米蘭連尼治機場
- 1988年：收購美國加州Escort Memory Systems公司
- 1995年：與日本Izumi集團成立合資公司
- 1997年：收購IDWare移動數據終端與通訊公司
- 2001年：於意大利證券交易所上市
- 2002年：收購瑞典便攜式終端製造商Minec
- 2005年：以1.95亿美元并购了美国的扫码器公司PSC Inc.（英语：PSC Inc.）[1]
- 2010年：收購加州Evolution Robotics Retail公司
- 2011年：收購美國PPT Vision公司

## 產品
- 柜台嵌入式扫描平台/电子秤
- 移动数据终端
- 固定式工业条码阅读器
- 传感器
- 集成系统